# Classlab
 (mai 2019).

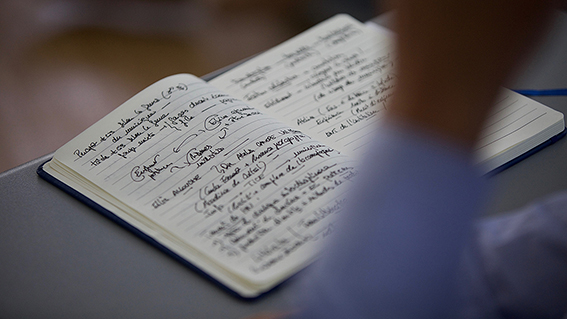
Un chercheur prenant des notes dans un classlab

Un classlab est un lieu d'expérimentation éducative reposant sur un partenariat entre, d’une part, une université ou une équipe de recherche et, d’autre part, un établissement d’enseignement primaire, un collège ou un lycée. 
Les chercheurs peuvent observer les comportements des élèves, des enseignants ou des personnels éducatifs en situation de travail, tester des méthodes pédagogiques et participer à la formation des enseignants. Cette dynamique de travail collaboratif entre des universités et des écoles est rendue possible dans le cadre de projets financés ou après la signature de conventions de partenariat entre des établissements.

## Définition
La salle de classe est, par essence, un univers clos dédié à la collaboration et à l’échange entre un pédagogue et ses élèves. Tout ce qui s’y passe n’est pas accessible pour le commun des individus. De la même manière, le chercheur qui questionne des sujets en lien avec l’éducation ne peut pas entrer dans une classe comme il le veut et rencontre donc des difficultés à collecter des données sur son fonctionnement. On comprend donc pourquoi les principaux terrains ethnographiques conduits à l’école sont le fait de pédagogues qui réalisent un mémoire ou préparent une thèse,,. 
Il existe pourtant deux systèmes qui permettent un travail entre universitaires et enseignants des écoles, collèges ou lycées : la labschool et le classlab. De quoi s’agit-il ?
La labschool – ou école laboratoire – est un modèle qui commence maintenant à être bien connu. Il a été imaginé par le philosophe et pédagogue John Dewey. C’est une école installée dans les locaux d’une université ou gérée par des chercheurs, ce qui permet à ces derniers de pénétrer la classe à leur guise pour étudier les comportements des élèves et des enseignants. Ils peuvent y tester des méthodes pédagogiques ou observer leur mise en œuvre. C’est enfin un lieu de formation et d’échange de bonnes pratiques pour les enseignants. Le film Une école, des émotions de Daisy Grand rend parfaitement compte de cela en explorant une labschool de Toronto. Plus récemment, une labschool a été ouverte en France à l’initiative d’une équipe d’universitaires préoccupés par cette problématique de l’innovation éducative. Reste, et c’est un point important, que les labschools sont le plus généralement des projets tournés vers la petite enfance et l’emploi de méthodes alternatives comme les pédagogies Montessori, Freinet ou Steiner-Waldorf qui ont été remises au goût du jour et rafraîchies ces dernières années à l’aune de nouvelles problématiques comme la reconfiguration des salles de classe ou l’introduction du numérique à l’école.
Il y ensuite le classlab – ou laboratoire en classe – qui est un modèle reposant sur un partenariat entre, d’une part, une université et, d’autre part, un établissement d’enseignement primaire ou secondaire. Là encore, des chercheurs peuvent observer les comportements des élèves et des enseignants en situation de travail, tester des méthodes pédagogiques ou analyser leur mise en œuvre et, bien évidemment, participer à la formation des enseignants. La grande différence avec la labschool, c’est que les établissements partenaires sont autonomes et distincts et que leur collaboration est installée grâce à une participation à un projet financé ou à une convention de partenariat.

## Des expériences de Classlabs
- Le projet européen Erasmus+ ANGE s’inscrit dans une dynamique de projet classlab et il est financé sur le long terme[10]. Il réunit quatre établissements du secondaire (en Belgique, en Bulgarie, en Finlande et en France) et trois équipes universitaires (d’Espagne, de France et de Roumanie) qui réfléchissent, ensemble, à la manière d’intégrer le numérique en pédagogie. Se pose ainsi la question des équipements disponibles pour conduire des expérimentations et générer de l’innovation (ordinateurs, tablettes, mais aussi mobilier). Se pose également la question des types de pédagogies à mettre en œuvre (pédagogie inversée, ateliers, pédagogie par projets, etc.).
- La direction de l'enseignement catholique de Gironde a inauguré en 2019 un projet régional de classlab[11]. L'objectif est de favoriser les collaborations et les échanges d'expériences entre chercheurs et pédagogues.